# Rosswangen
Rosswangen (Roßwangen) es un pueblo de Baden-Württemberg (Alemania) cercano a la ciudad de Balingen y perteneciente administrativamente a ella. 
Durante la Edad Media cambió de manos sucesivamente entre diferentes nobles de Suabia. De 1381 a 1805 perteneció al emperador de Austria, ese año pasó a formar parte del reino de Württemberg, con capital en Stuttgart.
Su cercanía a Balingen y a otras ciudades de renombre como Rottweil, Tubinga o Sigmaringen hicieron que la localidad fuese despoblándose a lo largo del siglo XIX. En 1900 sólo contaba con 397 habitantes. Desde entonces, gracias a la industria textil y maderera, el pueblo ganó población y hoy es uno de los stadteil más característicos del distrito de Zollernalb. 
Es la única localidad de toda la comarca con mayoría católica. Esto se debe a los cuatro siglos en que estuvo enfeudada al emperador de Austria. Cuenta con una bella iglesia de estilo bávaro construida entre los siglos XVII y XVIII. Lo más destacable del interior es la balaustrada del coro, decorada por pinturas de los doce apóstoles que fueron donadas por campesinos locales en 1617. 